# Tibicina garricola
Cigale du garric, Cigale des garrigues
Espèce
Tibicina garricola, la Cigale du garric ou Cigale des garrigues, est une espèce d'insectes hémiptères de la famille des Cicadidae (cigales) et du genre Tibicina. 
La Cigale du garric a une longueur totale, ailes incluses, de 35 mm. Sa longueur de corps est de 26 mm. Son envergure est de 66 mm. Comme toutes les tibicines, au niveau des ailes antérieures, cette cigale possède des nervures médiane et cubitale antérieure quittant la cellule basale en deux angles très éloignés.
Elle vit dans les zones de garrigue envahie par le Chêne kermès, et chante posée sur cet arbre. C'est probablement la même espèce qui peut être entendue posée dans des pins d'Alep, en lisière forestière (garrigue boisée).
La Cigale du garric est endémique du sud de la France, présente en Provence.
Cette espèce a été décrite par l'entomologiste français Michel Boulard en 1983,.